# Bokermannohyla astartea
Bokermannohyla astartea är en groddjursart som först beskrevs av Werner C.A. Bokermann 1967.  Bokermannohyla astartea ingår i släktet Bokermannohyla och familjen lövgrodor. IUCN kategoriserar arten globalt som livskraftig. Inga underarter finns listade.